# Nicole Göldi
Nicole Göldi (24 de octubre de 2002) es una deportista suiza que compite en ciclismo de montaña en la disciplina de campo a través. Ganó dos medallas de oro en el Campeonato Mundial de Ciclismo de Montaña, en los años 2022 y 2023, en la prueba de campo a través con bicicleta eléctrica.

## Medallero internacional
| Campeonato Mundial | Campeonato Mundial   | Campeonato Mundial | Campeonato Mundial     |
| Año                | Lugar                | Medalla            | Competición            |
| ------------------ | -------------------- | ------------------ | ---------------------- |
| 2021               | Val di Sole (Italia) | Medalla de oro     | Campo a través (b. e.) |
| 2022               | Les Gets (Francia)   | Medalla de oro     | Campo a través (b. e.) |